# Jakub Markiel
Jakub Markiel (fr. Jacob Markiel, także: Jacques Markiel, ur. 20 lipca 1911 w Łodzi, zm. 22 listopada 2006 w Paryżu) – polsko-francuski malarz i rzeźbiarz pochodzenia żydowskiego. Przedstawiciel École de Paris.

## Życiorys
Urodził się w żydowskiej rodzinie Chaima i Adeli Markielów. Od młodości przejawiał zdolności artystyczne. Jego ojciec, przyłapawszy go na tworzeniu, podarł jego rysunki, zarzucił mu, że opętał go dybuk. Opinii swojego męża nie podzielała Adela Markiel, która zapisała syna na kurs rysunku do Isaaca Branera. Następnie ukończył szkołę powszechną oraz podjął studia na Akademii Sztuk Pięknych w Krakowie (1929/1930), które ukończył zdobywszy stypendium. W 1933 wyemigrował do Paryża, gdzie zamieszkał w dzielnicy Belleville i podjął studia École des Beaux-Arts w pracowni malarza Louisa Rogera.
W 1939, w związku z wybuchem II wojny światowej, został żołnierzem Legii Cudzoziemskiej. W latach 1940–1943 przebywał w niewoli jako jeniec wojenny w więzieniu Montluc i obozie Compiègne. W 1943 został wypuszczony z obozu ze względu na zły stan zdrowia. Po uwolnieniu postanowił przedostać się do Afryki, by dołączyć do Francuskiej Armii Wyzwolenia, jednakże po odkryciu przez okupantów jego żydowskiego pochodzenia, został aresztowany, a następnie internowany w Drancy i 23 czerwca 1943 deportowany konwojem nr 55 do KL Auschwitz-Birkenau, gdzie przydzielono go do pracy w kopalni węgla w podobozie w Jawischowitz. Podczas pobytu w obozie koncentracyjnym wykorzystywał swoje zdolności do przetrwania, wymieniając malowane przez siebie obrazy na pożywienie, tworząc w podziękowaniu za pomoc oraz realizując elementy dekoracyjne obozu na rozkaz SS-manów. Był autorem m.in. fresków w korytarzach czterech bloków obozu, a także kamiennych rzeźb górnika i robotnika z Schachtkommando.
Podczas ewakuacji KL Auschwitz z 18 na 19 stycznia 1945, uczestniczył w marszu śmierci do Wodzisławia Śląskiego. 22 stycznia trafił do obozu KL Buchenwald. Po wyzwoleniu osiadł w Paryżu, gdzie powrócił do malarstwa. Początkowo malował w pracowni Jeana Souverbie, następnie zaś wynajął własną w pobliżu Gare de l’Est. Tworzył także na Montparnasse oraz utrzymywał kontakt z paryskimi artystami, takim jak: Pinchus Krémègne, Isaac Dobrinsky, Zygmunt Schreter, których także portretował. Do 1967 prowadził pracownię malarską przy cité Falguière.

## Twórczość
Był malarzem realistą, autorem portretów, pejzaży i martwych natur. W swoich pracach czerpał inspiracje z natury.
Jego prace były wystawiane na licznych wystawach indywidualnych i zbiorowych, zarówno w Paryżu, we Francji i za granicą, w tym m.in. w galeriach: Katii Granoff, Anny de Banguy, Toniego Aktuaryusa, Bernadette Tkim-Quynh, d’Orsel, Helof, Aleph, Everarts, oranżerii Ogrodu Luksemburskiego, a także na wystawach, takich jak: Salon Niezależnych, Salon des artistes français oraz wystawy Fundacji Taylora i Fundacji Rothschildów. W Polsce wystawiał swoje prace w Warszawie oraz w Łodzi, w lokalu Żydowskiego Towarzystwa Kultury w 1934 oraz w siedzibie Towarzystwa Humanitarnego B’nai B’rith przy ul. Piotrkowskiej 90 (1937).
Po jego śmierci część jego prac została przekazana do Państwowego Muzeum Auschwitz-Birkenau w Oświęcimiu. W parku miejskim Brzeszczach znajdują się kopie rzeźb górnika i robotnika Schachtkommando autorstwa Markiela, zrealizowane na potrzeby działalności podobozu Jawischowitz. Oryginały znajdują się w Muzeum Auschwitz-Birkenau.